# Bo Diddley (음반)
《Bo Diddley》는 미국의 로큰롤 음악가인 보 디들리의 컴필레이션 음반으로, 그의 첫 LP 음반으로도 기능한다. 1955년과 1958년 사이에 싱글로 발매된 그의 가장 영향력 있고 오래 지속된 곡들 중 몇 가지를 수집한다. 체스 레코드는 1958년에 이 음반을 발매했다. 2012년에는 《롤링 스톤》이 선정한 역사상 가장 위대한 음반 500장에서 그의 두 번째 음반인 《Go Bo Diddley》(1959년)와 함께 216위에 올랐다. 이 음반의 순위는 2020년 이 목록의 업데이트에서 455위로 떨어졌다.

## 반응
올뮤직의 매튜 그린왈드는 《Bo Diddley》에게 별 다섯 개 중 다섯 개를 주었고, "로큰롤, 진짜 로큰롤"을 원하는 청취자들을 위한 "몇 안 되는" 필수 음반 중 하나로 추천했다. 그린왈드는 12곡이 보 디들리 비트의 본보기라고 말했다. "이것은 여러분이 들을 수 있는 가장 훌륭한 록 사운드 중 하나이며, 이 모든 것이 이 음반에 수록되어 있다."

## 곡 목록
모든 곡들은 보 디들리에 의해 작사/작곡하였다.
| #  | 제목                     | 재생 시간 |
| -- | ------------------------ | --------- |
| 1. | 〈Bo Diddley〉           | 2:30      |
| 2. | 〈I'm a Man〉            | 2:41      |
| 3. | 〈Bring It to Jerome〉   | 2:37      |
| 4. | 〈Before You Accuse Me〉 | 2:40      |
| 5. | 〈Hey! Bo Diddley〉      | 2:17      |
| 6. | 〈Dearest Darling〉      | 2:32      |

| #  | 제목                 | 재생 시간 |
| -- | -------------------- | --------- |
| 1. | 〈Hush Your Mouth〉  | 2:36      |
| 2. | 〈Say, Boss Man〉    | 2:18      |
| 3. | 〈Diddley Daddy〉    | 2:11      |
| 4. | 〈Diddy Wah Diddy〉  | 2:51      |
| 5. | 〈Who Do You Love?〉 | 2:18      |
| 6. | 〈Pretty Thing〉     | 2:48      |